# Inti-Illimani 2 - La nueva canción chilena
Inti-Illimani 2 - La nueva canción chilena è un album del gruppo musicale cileno Inti-Illimani, pubblicato nel 1974. È il loro secondo album pubblicato in Italia e il primo tra i dischi del gruppo a riportare in copertina e in etichetta una numerazione progressiva abbinata al loro nome (in questo caso "Inti-Illimani 2"), usanza questa che durerà fino al 1979.

## Descrizione

### Registrazione
Registrato nel marzo del 1974, anche questo disco, come il precedente Viva Chile!, è costituito in gran parte da canzoni già pubblicate dal gruppo nei suoi dischi precedenti (in particolare Autores chilenos) e qui registrate ex novo, e, in linea con il suo titolo, tenta di riassumere e far conoscere alcuni degli artisti che avevano contribuito al movimento della Nueva Canción Chilena. Troviamo infatti temi scritti da Víctor Jara, Violeta Parra, Patricio Manns, Sergio Ortega, Luis Advis.
L'intenzione del gruppo, immaginando che quanto fatto dal gruppo in Cile fosse ormai stato distrutto, era anche quella di recuperare, in questo e nei successivi dischi realizzati in Italia, il materiale più interessante prodotto negli anni precedenti.
Tra i brani nuovi per il gruppo va segnalato Chile herido, prima canzone degli Inti riferita direttamente ai fatti dell'11 settembre 1973. Il gruppo utilizzò la musica, ma sostituì il testo con uno nuovo scritto da Jorge Coulón, di una canzone, intitolata José cabalga en el viento, che Luis Advis aveva composto per la colonna sonora, mai pubblicata in formato discografico, del film di Miguel Littín La tierra prometida (1971), che vedeva gli stessi Inti-Illimani impegnati in qualità di esecutori. 
Ancora più significativa per la storia del gruppo El pueblo unido jamás será vencido, canzone incisa in Cile dai Quilapayún qualche tempo prima, che diventerà uno degli inni della resistenza a Pinochet ed è ancora adesso uno dei brani più acclamati del gruppo, irrinunciabile nelle scalette dei concerti.

### Pubblicazione
Il disco fu pubblicato, in tempi diversi, in svariati paesi del mondo, sempre con identica track-list (con l'eccezione delle edizioni spagnola e portoghese), ma con le copertine a volte cambiate e, in alcuni casi, anche con il titolo modificato. Come gran parte dei loro dischi registrati in Italia anche questo a metà degli anni novanta sarà ristampato in digitale dalla CGD.
All'interno del disco trova posto un breve scritto (in italiano e con sola traduzione inglese) attribuito al gruppo nel quale si cerca di spiegare il senso di questo disco e del loro essere artisti alla luce dei coevi fatti cileni e dove, tra l'altro, si legge:

### Brani
Il lungo e struggente intermezzo strumentale di Run Run se fue pa'l norte, composizione di Violeta Parra in origine più ricca di testo e di strofe, rende l'immagine di un cammino sconsolato e senza meta. Inizia con una chitarra desolata che suona in quinta posizione accompagnandosi da sola, segue la quena 'cantata' sempre dai toni desolati e mesti per essere poi affiancata dalla seconda come intervenisse a consolare ed a rincuorare, la seconda quena si associa sul finire della strofa precedente ed è, con la prima, sinergica sulla cadenza. Conforta ed accompagna la prima per il cammino, ne condivide i dolori. Torna la chitarra, accompagnata dalla quena allo stesso modo, a descrivere il tema prima dell'ultima strofa cantata in coro dal gruppo.
La quena esegue la introduzione di El aparecido inseguita dall'arpeggio del tiple, il testo è interpretato da José Seves ed il ritornello corre sia nel testo sia nelle armonie crescenti di terza in terza. In tutto il brano il tiple nervoso e irrequieto sostiene la drammaticità della musica, con tocchi ribattuti e veloci o con arpeggi spettrali su ritmo di galope.
Chile herido è interpretata da José Seves. In questo brano vi è una ricerca di discostamento dalle armonie ortodosse con uso di elaborazioni, e con un complicato vocalizzo che funge da ritornello.
La Exilada del sur è notevole per forza e vigore, introdotta da un charango ribattuto e dal tiple, che esegue una melodia, semplice ma incisiva, si sviluppa su strofe elaborate con interventi di voci soliste che confluiscono in cori a più voci con un finale malinconico e tranquillo, l'intersecarsi delle voci esprime lo smembramento dell'unità corale a voler suggerire a sua volta lo smembramento del corpo, questa immagine, descritta chiaramente dal testo, è un tema tipico dei cantastorie noto come el cuerpo ripartido.
Interessante è in La partida l'arpeggio del charango che sembra un'arpa e la pausa centrale con un insieme di strumenti camuffati (Armonici di dodicesima e di quinta a corde vuote, charango con rasgueado sulle corde 'stoppate', campane, ...)
Lo que más quiero ha un ritmo frenetico e leggero, tipico del Venezuela, che sostiene un rapido e nervoso contrappunto vocale di notevole virtuosismo, un contrappunto costruito con temi dissimili che si fondono in una armonia che si alterna su accordi maggiori e minori. Le voci entrano in sequenza come in un canone e tale lo si può ritenere immaginando le parti distribuite diversamente. Seguono strofe metaforiche separate dal vivace commento della chitarra che richiama il tema di una delle voci del contrappunto iniziale, l'ultima è accompagnata da un pedale vocale del resto del gruppo e tutto il brano si conclude con il contrappunto iniziale che va a sfumare.
El pueblo unido jamás será vencido conclude l'album e contiene spunti armonici interessanti. È una marcia vigorosa e perentoria, nata dallo slogan che ancora nel 1973 i cileni scandivano nei cortei, che sarà poi destinata a divenire il simbolo del gruppo e di tutto il bagaglio da essi creato e diffuso. Difficile estrapolare il segreto con cui questa musica abbia potuto poter sedurre in proporzione così vasta. Si sviluppa su una versatilissima progressione di quarta e su ritmo binario ed ha il ritornello gridato.

## Tracce
1. Tocata y fuga (Violeta Parra) – 2:35
2. Corazón maldito (Violeta Parra) – 2:59
3. Run Run se fue pa'l norte (Violeta Parra) – 4:40
4. El aparecido (Víctor Jara) – 3:38
5. Asi como hoy matan negros (Pablo Neruda, Sergio Ortega) – 2:21
6. Chile herido (Jorge Coulón, Luis Advis) – 3:12
7. Calambito temucano (Violeta Parra) – 3:05
8. Exiliada del sur (Violeta Parra, Patricio Manns) – 3:36
9. La partida (Víctor Jara) – 3:36
10. Lo que más quiero (Violeta Parra, Isabel Parra) – 3:08
11. Ya parte el galgo terrible (Pablo Neruda, Sergio Ortega) – 2:32
12. El pueblo unido jamás será vencido (Quilapayún, Sergio Ortega) – 3:05

Durata totale: 38:27

## Formazione
- Max Berrú: voce, percussioni, chitarra
- José Miguel Camus: quena, percussioni, voce
- Jorge Coulón: voce, tiple, chitarra
- Horacio Duran: charango, cuatro, voce
- Horacio Salinas: voce, chitarra, tiple, percussioni
- José Seves: voce, chitarra, quena, percussioni

### Collaboratori
- Gracia Barrios: disegno di copertina

## Edizioni
- Italia: I Dischi Dello Zodiaco, VPA 8207, 1974
- Germania Ovest: Pläne records, P10Df30
- Francia: 
  - Le Chant du Monde/Canto libre, DCP108DF69, con il titolo Images du Chili
  - Disques, DOM D-50011
- Giappone: Foreign Disc/Ongaku, Center CFD-0001, 1978
- Messico: Discos Pueblo, DP 1011, 1978, con il titolo Chile herido)
- Spagna: Movieplay, S-32638, 1975, con scaletta priva di 3 brani e un brano tratto da Viva Chile!
- Portogallo: Movieplay, MOV 5020, 1975, con scaletta priva di 3 brani e un brano tratto da Viva Chile!